# Wolf Nkole Helzle

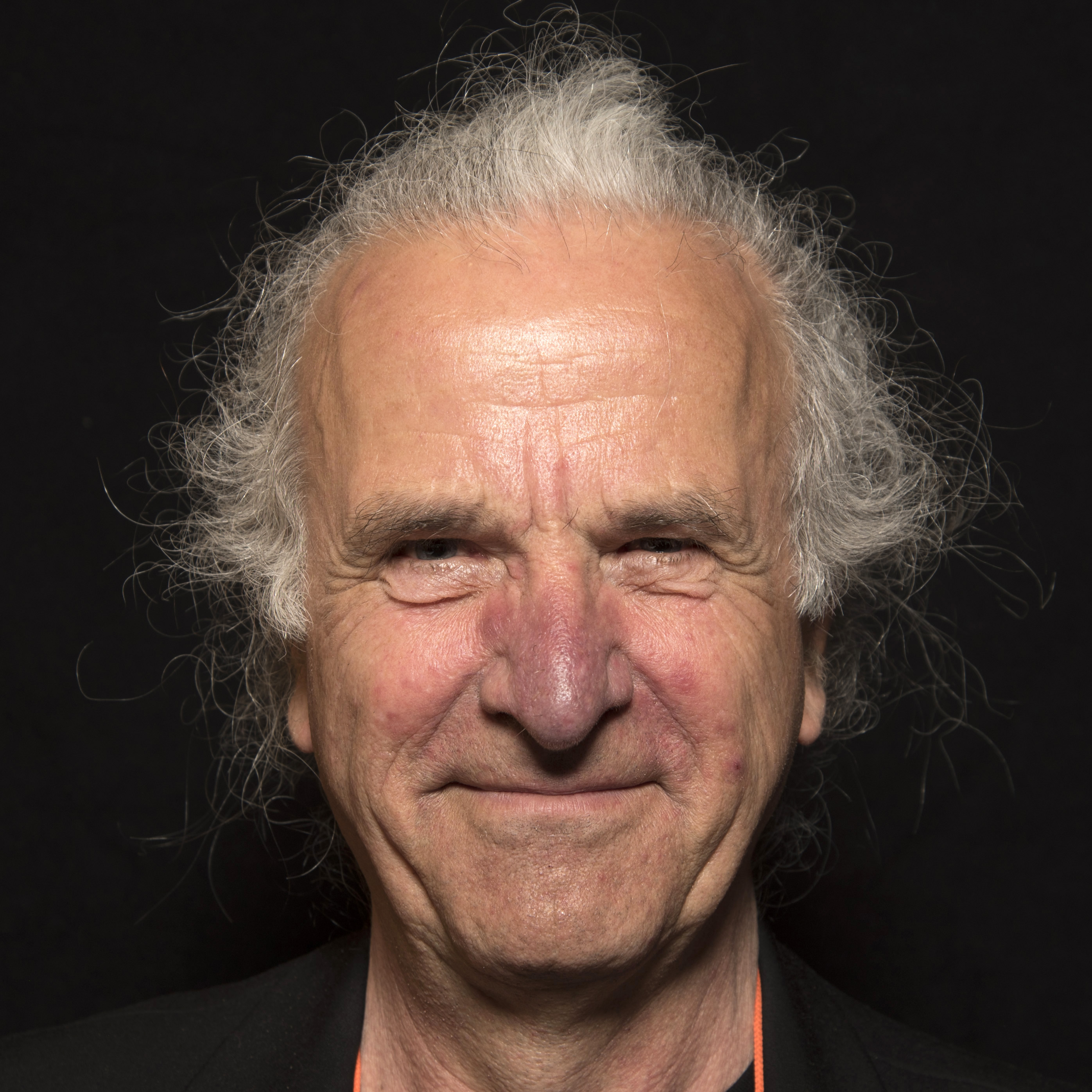
Wolf Nkole Helzle (2016)

Wolf Nkole Helzle (* 10. November 1950 in Göppingen) ist ein deutscher Medienkünstler. Er arbeitet vorwiegend mit Fotografie, Videotechnik, Installationen und Performances. Viele seiner Arbeiten sind partizipativer Natur.

## Leben
Helzle studierte Malerei/Plastik an der Hochschule für bildende Künste in Kassel bei Harry Kramer. Danach arbeitete er zwanzig Jahre in der Hard- und Softwareindustrie. Seit 1996 ist er freischaffender Medienkünstler.
2000 hatte er eine Dozentur für Medienkunst an der Fachhochschule für Gestaltung, Schwäbisch Hall. 2006/2007 erhielt er ein Atelierstipendium im Künstlerhaus Stuttgart, und einen Lehrauftrag für Videokunst an der Hochschule der Medien Stuttgart. 2012 folgte ein Lehrauftrag an der Macromedia Akademie, Stuttgart und 2015 am College of Art and Design, Beijing, China.
Förderungen erhielt er u. a. durch den Digital Content Fund der Medien- und Filmgesellschaft Baden-Württemberg und dem Ministerium für Wissenschaft, Forschung und Kunst des Landes Baden-Württemberg. Seine Arbeiten finden sich in Sammlungen. Er ist Mitglied im Deutschen Künstlerbund und der VG Bild Kunst.

## Künstlerisches Werk

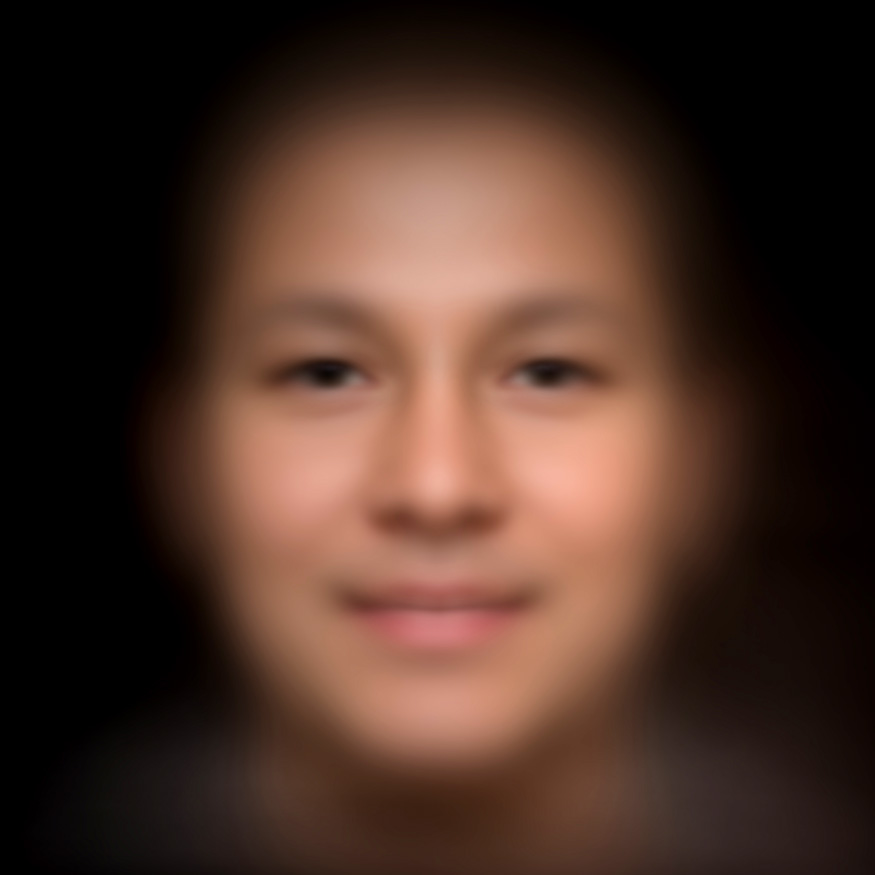
FACE(S) OF HUMANKIND

Eines der zentralen Themen seiner künstlerischen Arbeit ist die Frage nach der Beziehung zwischen Individuum und Kollektiv. Dieser Frage geht er im nationalen und internationalen Kontext nach, wie beispielsweise in der Staatsgalerie Stuttgart, dem Museum Biedermann in Donaueschingen, bei der Ogaki-Biennale in Japan und dem internationalen Ausstellungsprojekt media_city Seoul, Südkorea. Er war eingeladen vom National Visual Arts Council, Lusaka, Sambia, vom College of Art and Design, Beijing, China, von der Oracle Open World in San Francisco und vielen weiteren internationalen und europäischen Ausstellungsprojekten und Festivals.
International bekannt wurde der Künstler mit seinem partizipativen Fotokunstprojekt "FACE(S) OF HUMANKIND", für welches er seit 1997 bereits weit über 60.000 Menschen in 32 Ländern und vier Kontinenten fotografiert hat. Ein Archiv, welches sich laufend erweitert. Mit einer speziell für dieses Projekt entwickelten Software überlagert Helzle tausende Einzelportraits zu einem kollektiven Antlitz.

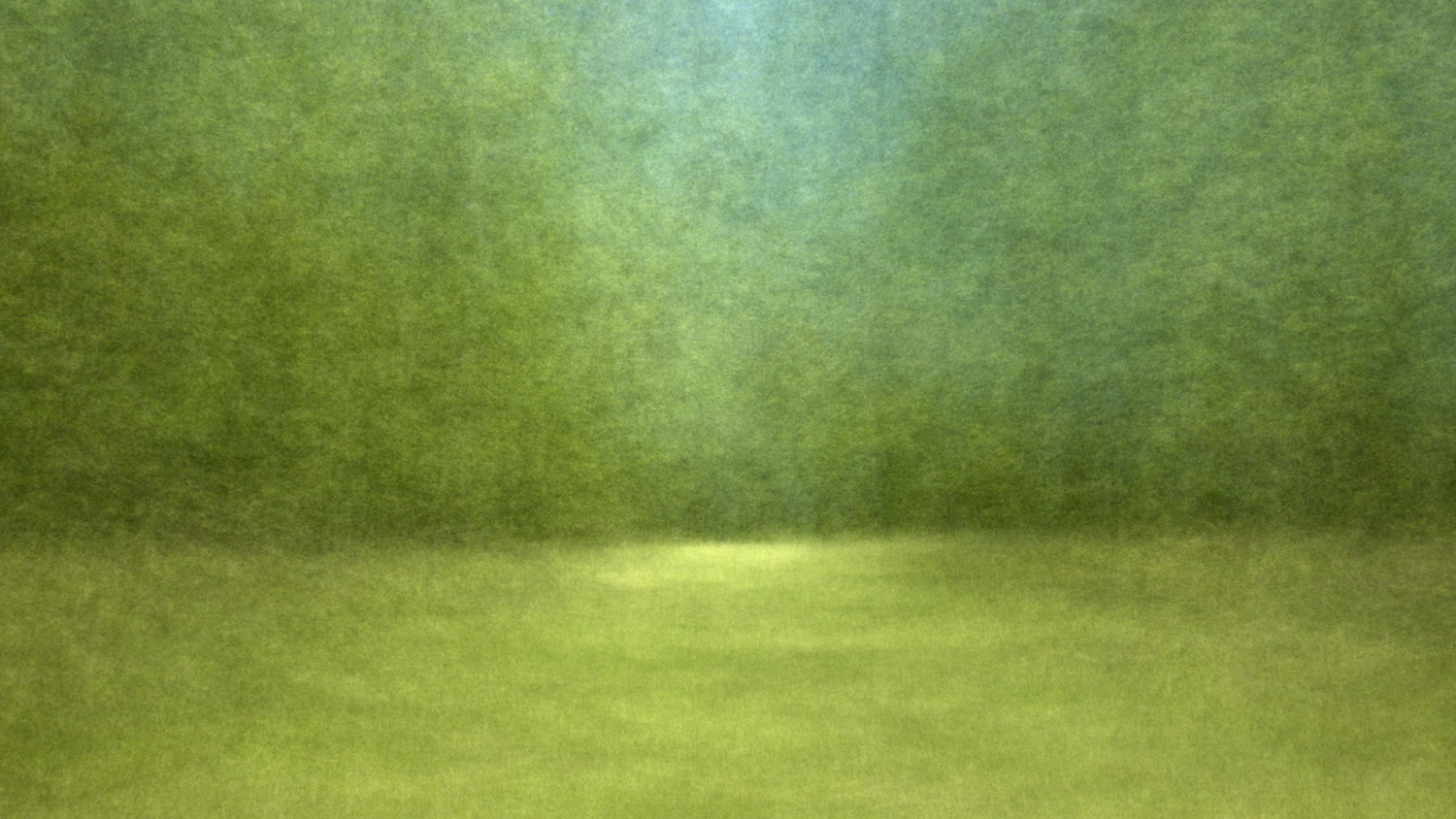
WALK Sternberg

Ein weiterer großer Schaffensbereich sind seine #WALKS. Die ersten Wanderungen führten ihn zu einer Ausdrucksform, welche die gesamte Strecke, die Gedanken und Bewusstseinsveränderungen während des Gehens einfängt: Diese Bilder bestehen aus jeweils bis zu einhundert subjektiv übereinander gelegten Einzelaufnahmen entlang einer bestimmten erwanderten Route. So entstehen Häuserschluchten, sich öffnende Lichtungen, Wiesen oder Wälder, die in den Himmel hineinwachsen – stets jedoch mit einem Weg oder Fluss, der in die Bildtiefe führt, der klar definiert und doch grenzenlos ist.
Nicht zuletzt sei der dritte Bereich genannt: In vielfältigen Rauminstallationen artikuliert sich der Künstler in den Raum hinein. Sei es eine raumfüllende Projektion von tausenden sich bewegender Bilder, ein Sofa, auf welchem die Besucher eingeladen sind Platz zu nehmen und sich inmitten tausender Portraits fotografieren zu lassen. Sei es eine fragile Bodeninstallation mit der Nachricht ICH BIN WIR oder eine Wandarbeit mit Schiefertafeln, auf welchen Personen aus vielen Teilen der Welt das Wort LIEBE in ihrer Muttersprache notierten.

## Ausstellungen
- 2024 Galleria Sacchetti, Ascona, Schweiz[9] / "HEAVEN ON EARTH" mit Masayuki Akamatsu in der Stadtbibliothek Reutlingen[10]
- 2023  "DER LANDKREIS LÄCHELT" Performatives Fotoprojekt mit der Bevölkerung von Reutlingen[11]
- 2022: Kunstmuseum Reutlingen[12]
- 2022: Grafschaftsmuseum und Schlösschen im Hofgarten, Wertheim[13]
- 2020: Yangpyeong Museum of Art, South Korea
- 2014: Museum Art.Plus, Donaueschingen[14]
- 2014: Werkschau im Kloster Bad Schussenried[15]
- 2011: Festival des Migrations, Luxembourg
- 2009: Museum für Kunst und Technologie, Schorndorf[16]
- 2007: Staatsgalerie, Stuttgart[17]
- 2005: National Visual Arts Council, Lusaka, Zambia
- 2004: Ogaki Biennale, Japan[18] / Biennale „media_city seoul“, South Korea[19]
- 1998: European Media Art Festival, Osnabrück

## Publikationen
- Ich bin wir_I am We und das Gesicht Oberschwabens. Staatliche Schlösser und Gärten Baden-Württemberg, Broschüre
- Homo universalis. Museum Biedermann, Donaueschingen 2014, ISBN 978-3-947980-08-6
- Homo rottenburgensis. Verl. Haus am Nepomuk, Rottenburg am Neckar 2011, ISBN 978-3-941981-11-9
- Wolf Nkole Helzle: Homo schaparuikenellsis; Social Media Art mit der Stadt Ostfildern; eine Dokumentation. Städtische Galerie, Ostfildern 2012
- Wolf Nkole Helzle: ICH BIN WIR _ I AM WE; Partizipative Arbeiten von 1997 bis 2010 Participative Works from 1997 to 2010, ISBN 978-3-00-032952-4